# Šmrika
Šmrika är en ort i Kroatien.   Den ligger i länet Gorski kotar, i den centrala delen av landet, 120 km sydväst om huvudstaden Zagreb. Šmrika ligger 167 meter över havet och antalet invånare är 898.
Terrängen runt Šmrika är varierad. Havet är nära Šmrika västerut.  Närmaste större samhälle är Rijeka, 18,3 km nordväst om Šmrika. 